# Peugeot HL 50
Der Peugeot HL 50 war der erste serienmäßig von Peugeot gebaute Dieselmotor für Pkw. Er wurde von 1936 bis in die 1940er Jahre gebaut und durfte zuerst nur in Motorboote und landwirtschaftliche Geräte eingebaut werden. Ab 1939 wurde das bis dahin bestehende Verbot zum Einbau in Personenwagen aufgehoben.

## Bauart
Der HL 50 war ein wassergekühlter Vierzylinder-Reihendieselmotor mit Wirbelkammereinspritzung nach Ricardo und 2,3 Liter Hubraum. Er war als Langhuber ausgelegt und leistete 55 PS bei 3250/min. Die aus Chromnickelstahl hergestellte Kurbelwelle war fünffach gelagert und hatte angeschraubte Gegengewichte. Motorblock und Zylinderkopf waren aus Grauguss. Die hochliegende Nockenwelle wurde mit einer Duplexkette angetrieben und betätigte über Stößel, kurze Stoßstangen und Kipphebel die hängenden Ventile. Die Kolben waren mit vier Verdichtungsringen und einem Ölabstreifring versehen. Die kugelförmigen Brennkammern und die Glühkerzen waren wartungsfreundlich in den Zylinderkopf eingeschraubt und gaben dem Motor einen weichen Lauf. Die Wasserpumpe war vorn am Zylinderkopf verschraubt und wurde mit einem Keilriemen direkt von der Kurbelwelle angetrieben. Ansaug- und Auslassseite waren in Fahrtrichtung rechts. Die Verdichtung wurde mit 17 : 1 angegeben und die Leerlaufdrehzahl mit 300/min. Der Kraftstoff wurde mit einer Membranpumpe gefördert. Den Kraftstoff spritzte eine Bosch-Einspritzpumpe in Blockbauart ein, die auf der linken Seite am Motorblock montiert war. Sie  hatte Unterdruckregelung. Der Motor soll 33 % weniger Brennstoff verbraucht haben als ein gleichstarker Ottomotor.
1936 wurde dieser Motor auf dem Pariser Autosalon in einem Peugeot-MK-4-Transporter vorgestellt und ab 1939 in ungefähr 1000  Peugeot 402 eingebaut.
|                        | HL 50                               |
| ---------------------- | ----------------------------------- |
| Bauzeit                | 1936 bis 1940?                      |
| Motorbauart            | Stehender Reihenmotor               |
| Funktionsprinzip       | Viertakt-Dieselmotor                |
| Ventilsteuerung        | OHV, Stößel, Stoßstangen, Kipphebel |
| Bohrung × Hub, Hubraum | 78 × 120 mm 2292 cm³                |
| Dauerleistung          | 55 PS bei 3250/min                  |
| Verbrauch              | 10 Liter/100 km                     |